# Król (film 2019)
Król (ang. The King) – brytyjsko-australijsko-węgierski film historyczny z 2019 roku w reżyserii Davida Michôda, z Timothée Chalametem w roli głównej. Film platformy Netflix, którego scenariusz powstał na podstawie szekspirowskich dzieł Henryk IV oraz Henryk V.
Film nominowano w szeregu kategoriach do nagrody przyznawanej przez Australijską Akademię Sztuk Filmowych i Telewizyjnych w 2019 roku.

## Produkcja
Zdjęcia do filmu rozpoczęły się 1 czerwca 2018, a zakończyły 24 sierpnia. Kręcono je w Anglii oraz na Węgrzech (Szilvásvárad, Komarom, Páty). Wiele scen powstało w Berkeley Castle w hrabstwie Gloucestershire. W scenie koronacji katedra w Lincoln „zagrała” rolę Opactwa Westminsterskiego.

## Fabuła
Scenariusz filmu oparto na kronikach napisanych przez Williama Shakespeare’a: Henryk IV (część 1 i 2) oraz Henryk V. Młody Henryk Lancaster przejmuje władzę po swoim ojcu Henryku IV. Skomplikowana sytuacja polityczna stawia go przed nie lada wyzwaniem. Za Kanałem Angielskim pręży muskuły szalony król wraz ze swoim synem, delfinem Ludwikiem.

## Obsada
W filmie wystąpili m.in.:
- Timothée Chalamet jako Henryk V
- Joel Edgerton jako Falstaff
- Robert Pattinson jako Delfin
- Sean Harris jako William Gascoigne
- Lily-Rose Depp jako Katarzyna
- Ben Mendelsohn jako Henryk IV
- Tom Glynn-Carney jako Harry Hotspur
- Thomasin McKenzie jako Filipa Lancaster
- Dean-Charles Chapman jako Tomasz Lancaster
- Thibault de Montalembert jako Karol VI Szalony
- Edward Ashley jako Ryszard z Conisburgh
- Tara Fitzgerald jako Hooper
- Andrew Havill jako Arcybiskup Canterbury
- Ivan Kaye jako Lord Scrope
- Steven Elder jako Tomasz Beaufort
- Philip Rosch jako lord szambelan

## Premiera
Obraz zaprezentowano po raz pierwszy 2 września 2019 podczas 76. MFF w Wenecji. Od 11 października był wyświetlany w wybranych kinach w Stanach Zjednoczonych, zaś platforma Netflix udostępniła go 1 listopada 2019.